# Lifan Xuanlang
La Lifan Xuanlang (in cinese 轩 朗) è un'autovettura prodotta dalla casa automobilistica cinese Lifan dal 2016.

## Descrizione
Presentata al Salone dell'Auto di Guangzhou 2016, è una monovolume di grandi dimensioni che viene prodotta oltre che per il mercato locale cinese, anche in Russia e Tunisia. A spingere a vettura ci sono tre motorizzazioni a benzina da 1,5, 1,8 e 2,0 litri a quattro cilindri in linea montati in posizione anteriore-traversale, abbinati alla sola trazione anteriore. La trasmissione è affidata ad un cambio manuale a 5 marce oppure ad un automatico CVT a 8 marce.
La vettura ha suscitato alcune controversie per via del sul design sia interno che esterno, giudicato molto simile a quello della Ford S-Max.